# 북가자주
| \| \| 가자 지구 팔레스타인 \| v • d • e • h \|        |                      |               |
| 북가자주 가자주 가자 데이르알발라주 칸유니스주 라파주 |                      |               |
| Flag of Palestine                                     | 가자 지구 팔레스타인 | v • d • e • h |

북가자주(아랍어: محافظة شمال غزة)는 팔레스타인의 행정 구역으로, 가자 지구에 속한다. 팔레스타인의 영토이지만 영공과 영해는 이스라엘이 갖고 있다. 2007년 팔레스타인 자치 정부 중앙통계국이 발표한 통계 자료에 따르면 북가자주의 인구는 270,245명, 가구 수는 40,262가구이며 이 중 팔레스타인인은 전체 인구의 7.2%를 차지한다. 지방 자치체 3개, 농촌 2개, 난민 수용소 1곳으로 구성되어 있다.